# 雷电增四
飛馬座59，又名BD+07 4991，HD 218918、SAO 128022、HR 8826，是飛馬座的一颗恒星，视星等为5.16，位于銀經85.47，銀緯-46.77，其B1900.0坐标为赤經23h 6m 41.2s，赤緯+8° -46.77′ 37″。